# Крсто
Крсто, такође Крсте или Крастио је јужнословенско мушко име код Срба, Хрвата, Бугара и Македонаца.

## Познате особе са тим именом
- Крсто Папић, хрватски филмски режисер
- Крсто Унгнад, бан хрватски
- Крсто Поповић, црногорски војник
- Фран Крсто Франкопан, хрватски барокни песник, племић и политичар
- Вук Крсто Франкопан, хрватски племић и војник
- Крсто Хегедушић, хрватски сликар, илустратор и позоришни дизајнер
- Крсте Црвенковски, македонски политичар
- Крсте Мисирков, македонски филолог, новинар, историчар и етнограф
- Крсте Велковски, македонски фудбалер
- Крастјо Раковски, бугарски социјалистички револуционар
- Крстјо Крстев, бугарски писац, преводилац, филозоф и јавна личност